# 안토니오 레시네스

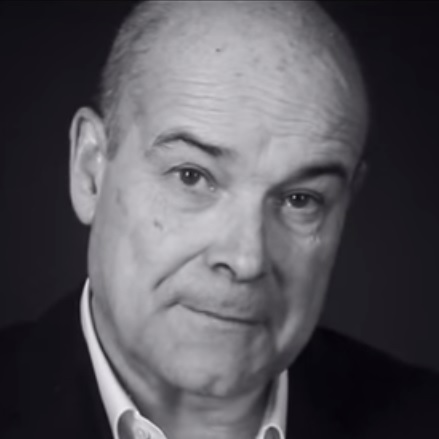

안토니오 레시네스(Antonio Resines, 1954년 8월 7일 ~ )는 스페인의 배우, 영화 프로듀서, 텔레비전 배우이다.

## 영화
- 스토리즈 오브 아워 시네마 (2019년)
- 더 퀸 오브 스페인 (2016년)
- 이반스 드림 (2011년)
- 완소녀 쟁취기 (2009년)
- 셀 211 (2009년) - 호세 역
- 투 터프 가이즈 (2003년) - 빠꼬 역
- 엘 인비에르노 데 라스 안자나스 (2000년)
- 꿈 속의 여인 (1998년) - 블라스 폰티베로스 역
- 남자들은 다 똑같애 (1994년)
- 액션 무탕트 (1993년)
- 사랑의 묘약 (1988년)
- 파레스 이 논스 (1982년) - 파코 역